# ورزشگاه شهید دستگردی
ورزشگاه پاس قوامین یا ورزشگاه اکباتان ورزشگاه فوتبال در شهرک اکباتان تهران است که در سال ۱۹۷۴ میلادی (۱۳۵۳ خورشیدی) بدستور فرح پهلوی ، همسر محمد رضا شاه پهلوی ، پادشاه وقت ایران برای میزبانی مسابقات فوتبال در بازیهای آسیایی ۱۹۷۴ تهران ساخته شد. این ورزشگاه در همسایگی ورزشگاه راه‌آهن قرار دارد.

## پیشینه
ورزشگاه شهید دستگردی در سال ۱۳۵۳ بدستور فرح پهلوی ، شهبانو ایران برای میزبانی بازیهای آسیایی ۱۹۷۴ تهران ساخته شده و دارای گنجایشی برابر با ۸٬۲۵۰ تماشاگر است. پس از انقلاب ۱۳۵۷ این ورزشگاه از سال ۱۳۸۱ تا ۱۳۸۶ ورزشگاه اختصاصی باشگاه فوتبال پاس تهران بود که پس از واگذاری این باشگاه، در اختیار باشگاه فوتبال استیل آذین قرار گرفت. هم‌اکنون تیم ملی فوتبال جوانان ایران از آن بهره می‌گیرد.این ورزشگاه همچنین در طول این سال‌ها مورد استفاده باشگاه‌های مختلف تهرانی همچون نفت، راه‌آهن و پیکان قرار گرفت. در سال ۱۳۹۴، با بازگشت باشگاه سایپا به تهران، مسئولان خبر از برگزاری بازی‌های خانگی این تیم در ورزشگاه دستگردی واقع در شهرک اکباتان دادند.

## تورنمنت‌های بین‌المللی و دیدارهای مهم
در سال ۱۳۸۴ دیدار سوپر جام فوتبال ایران بین تیم‌های فولاد خوزستان و صبا باتری که به برد ۴–۰ صبا باتری انجامید در این ورزشگاه برگزار شد.
این ورزشگاه میزبان دیدارهای خانگی تیم فوتبال پاس تهران در رقابتهای لیگ قهرمانان آسیا در سال ۲۰۰۵ بود. باشگاه فولاد خوزستان نیز که در لیگ قهرمانان آسیا ۲۰۰۶ جواز حضور در مسابقات را به دست آورده بود، به دلیل آماده نبودن ورزشگاه خانگی خود، تختی اهواز، بازی‌های آسیایی‌اش را در ورزشگاه شهید دستگردی تهران انجام داد.
ورزشگاه شهید دستگردی به همراه ورزشگاه راه‌آهن میزبان پانزدهمین دوره مسابقات فوتبال زیر ۱۶ سال آسیا در سال ۲۰۱۲ بودند که با شرکت شانزده کشور آسیایی در تهران برگزار شد.
همچنین بازی‌های تیم ملی فوتبال سوریه در مسابقات مقدماتی جام ملتهای آسیا ۲۰۱۵ به دلیل درگیری‌های داخلی این کشور در ورزشگاه شهید دستگردی تهران برگزار شد. تیم ملی فوتبال عراق هم به دلیل محرومیت از برگزاری از بازی‌های خانگی در شرایط جنگی کشور عراق، دیدارهای خانگی خود را در دور مقدماتی جام ملت‌های آسیا ۲۰۱۹ و دور سوم مقدماتی جام جهانی ۲۰۱۸ در این ورزشگاه برگزار کرد، که از آن میان می‌توان به دیدارهای عراق با تیم ملی استرالیا و تیم ملی ژاپن اشاره کرد. این ورزشگاه همچنین میزبان مسابقات فوتبال انتخابی قهرمانی زیر ۲۳ سال آسیا در سال‌های ۲۰۱۶ و ۲۰۲۰ بوده است.